# Rakov (Přerov)
Rakov é uma comuna checa localizada na região de Olomouc, distrito de Přerov.